# Koncert za flautu i orkestar br. 2 u e-molu (Mercadante)
Koncert za flautu i orkestar br. 2 u e-molu op. 57 skladba je klasične glazbe Saverija Mercadantea iz 1814. godine. Koncert je nezaobilazan u repertoaru flautista i jedno je od malobrojnih Mercadanteovih djela koje se redovito izvodi.

## Povijest
Saverio Mercadante, punim imenom Giuseppe Saverio Raffaele Mercadante (Altamura kod Barija, kršten 17. rujna 1795. – Napulj, 17. prosinca 1870.), bio je talijanski skladatelj iz razdoblja romantizma, dirigent i pedagog. Na Napuljskom konzervatoriju studirao je violinu, flautu, pjevanje i teoriju glazbe. Djelovao je u Napulju, Beču, Novari, Madridu, Lisabonu i Cádizu, a od 1840. godine postaje direktor Napuljskog konzervatorija. Još za vrijeme studija počeo je skladati. U razdoblju između 1814. i 1820. godine napisao je brojna djela komorne, orkestarske i vokalne glazbe, a među njima je i njegovo danas najpoznatije djelo, Drugi koncert za flautu u e-molu. Kasnije se okrenuo scenskoj glazbi i napisao je 4 baleta i 60-ak opera. Za života je bio vrlo popularan, ali je kasnije pao u zaborav i njegova djela se danas rijetko izvode.
Jedno od malobrojnih Mercadanteovih djela koja se danas izvode je Koncert za flautu u e-molu, nezaobilazan u repertoaru flautistâ. Mercadante ga je napisao za vrijeme studija i više puta ga je prerađivao. Izvorni oblik je vjerojatno Kvartet za terzino (sopran-flauta) i violinu, violu i čelo, iz koga je nastao Kvartet br. 1, op. 53 iz 1813. godine. Treća verzija je Koncert za flautu i orkestar br. 2 u e-molu, op. 57, aranžman iz 1814. godine za veliki orkestar. Sljedeća je transkripcija za mali orkestar (piccola orchestra), s nepoznatim datiranjem (vjerojatno iza 1830. godine).
Mercadanteova ljubav prema flauti očita je u ovom koncertu, u kome mnogobrojne virtuozne tehnike iskorištavaju sav potencijal glazbala.

## O glazbi
Orkestracija: 2 flaute, 2 oboe, 2 klarineta, 2 fagota, 2 horne, 2 trube, trombon, gudači
Tonalitet: e-mol
Koncert je napisan u klasičnom stilu, brzi-spori-brzi stav.
1. Allegro maestoso
2. Largo
3. Rondo russo: Allegro vivace e scherzando

Tehnički najzahtjevniji je prvi stavak, Allegro maestoso. Napisan je u sonatnoj formi. Orkestar u dužoj ekspoziciji predstavlja teme, dramatičnu i lirsku, koje zatim preuzima flauta pokazujući virtuoznost mnogobrojnim dekoracijama, brzim pasažima i ritmičkim figurama, kulminirajući dugom kadencom. Za to vrijeme nastup orkestra je prorijeđen, ali i on dolazi do punog izražaja i u uvodu, i u srednjem dijelu i na kraju stavka.
Drugi stavak, Largo, također počinje dramatičnim uvodom orkestra, ali ga odmah prepušta flauti koja nastavlja u lirskom raspoloženju.
Koncert je posebno poznat po svom posljednjem stavku, Rondo Russo. Kao što se i očekuje u rondu, živahan plesni stav prepun je virtuoznih pasaža solista, ali i većeg udjela orkestra.
Trajanje koncerta je oko 20 minuta.